# Montecatino
Montecatino o Monte Catino (indicato nei documenti anche come "Montecatini nella Valle del Serchio" e "Montecatinello") è un colle a 483 metri sul livello del mare a nord di Lucca nella frazione di Cappella del Comune di Lucca.
La sommità del colle è un ampio pianoro circolare di circa 65 metri di diametro dove si trovano i resti della chiesa di Santa Maria Annunziata, la torre-campanile e i resti dei locali parrocchiali e delle case coloniche.
Nel 1986 si è scoperto che si tratta di un'area archeologica etrusca.

## Origine del nome
Secondo alcuni studiosi il toponimo Catini è di origine etrusca e deriverebbe dal nome di persona Cat-ini (latinizzato in varie forme: Catina, Catinius, Catunius, ecc.). Una possibile conferma sull'origine etrusca del nome deriva dal fatto che altri centri che portano lo stesso nome, come Montecatini dell'Isola d'Elba, Montecatini Terme e Montecatini Val di Cecina, hanno avuto una presenza etrusca sul loro territorio.

La chiesa di Santa Maria di Montecatino era anticamente chiamata dalla gente del luogo Cappella (nome dell'attuale frazione del Comune di Lucca), come si ricava da un documento dell’anno 884, dove viene nominata l’”Ecclesia S.Maria quaedicitur Cappella” generando il nome proprio di tutto il paese di cui Montecatino rimane una frazione. 
"Casale che porta il nome generico della sua chiesa, che è una cappella succursale del piviere di Torri, Comunità Giurisdizione Diocesi e Ducato di Lucca, da cui è a 4 miglia toscane a settentrione. È posta fra il fiume Serchio e la strada provinciale che per Monte Magno penetra nella Versilia, alla pendice meridionale del poggio di Montecatini di Val di Serchio, la cui popolazione, già detta a S.Maria annunziata della Cappella, fu riunita a questa di S.Lorenzo alla Cappella."
Il nome Cappella deriva dalla “cappa”, “cappella” in latino, di san Martino, santo vissuto nel IV secolo, patrono di Francia, che la donò, per metà, ad un povero. La “cappella” fu venerata come reliquia presso la corte di Francia, e il luogo dove questa era posta per estensione fu detto appunto “cappella”.

## Paesaggio
Dalla cima del colle si dominano le valli del Serchio e della Freddana e lo sguardo arriva a spaziare dalle Alpi Apuane agli Appennini, dalla costa livornese a quella ligure. Nei giorni di tempo limpido è possibile ammirare l’arcipelago toscano e la Corsica con le sue alte montagne.
Dalla sommità di Montecatino si dipanano molti sentieri e l’antica mulattiera che attraversa vigneti e uliveti oggi sentiero CAI.

## Storia

### Periodo Etrusco
La storia di Montecatino risale agli insediamenti etruschi documentati dal VI secolo a.C.
Le ricerche archeologiche, iniziate per caso, quando il Comune di Lucca dovette aprire una strada fino alla vetta per sistemare un serbatoio dell'acquedotto, condotte dall’archeologo Giulio Ciampoltrini nel 1986, hanno dimostrato l’origine etrusca dei primi insediamenti.
Lo scavo ha dimostrato una presenza per circa tre secoli (dal VI secolo a.C. a IV secolo a.C.) di un insediamento abitativo significativo al punto tale di definire l’area “acropoli di Montecatino”.
Secondo alcuni il toponimo Catini è di origine etrusca e deriverebbe dal nome di persona Cat-ini (latinizzato in varie forme: Catina, Catinius, Catunius, ecc.).
Altri reperti archeologici risalenti al III secolo a.C. dimostrano che agli Etruschi subentrano i Romani e che il luogo mantenne le funzioni precedenti.

### Periodo Medievale
Da un documento del 1082 sappiamo che intorno all'anno mille sull’area etrusca sorse il castello di Montecatino: il documento, nell’elencare alcuni beni posti in Val Freddana recita che sono ubicati “prope castello de ipso loco Montecatino”.
Gli scavi del 1986 documentano che il castello fu edificato in varie fasi nel corso dei secoli XI e XII.
La prima fase della costruzione del castello risale al periodo storico della cosiddetta “Rinascita dell'anno Mille” che fu caratterizzato da un elevato avanzamento culturale e da una rinnovata religiosità. Si diffonde lo stile romanico.
In quel tempo in Lucchesia si affermò una organizzazione ecclesiastica assai accurata, con la suddivisione delle chiese di campagna in “pievi”, che è arrivata fino ai giorni nostri.
La distruzione del castello, durante il conflitto tra Lucca e Firenze, è attestata dall’Estimo n.61 del 1336.
Negli Estimi del 1411, in riferimento al “Comune di Montecatinello”, si legge che le sue pendici erano divenute una distesa di sterpeti e boscaglie e la popolazione era ridotta a tre famiglie.
Nel 1372 si costituì la Repubblica di Lucca che si mantenne fino al 1799, ma le ostilità con le città vicine non vennero meno.

### Periodo Rinascimentale
Agli inizi del XVI secolo, considerata anche l’evoluzione delle armi da fuoco, si dovette procedere a mettere in atto sistemi difensivi più efficienti, con nuove fortificazioni (le Mura di Lucca sono di questo periodo) e postazioni di allertamento in caso di incursioni: torri di avvistamento e segnalazione. Il sistema era denominato "L'occhio di Lucca" e comprendeva anche la torre-campanile di Montecatino che fu ripristina anche a questo scopo. Un affresco della canonica di Montecatino raffigura la torre di Montecatino al centro e ai lati la torre di Bargecchia e la torre di Brancoli.

### L'abbandono
La chiesa viene abbandonata alla fine degli anni 60 con il conseguente degrado della chiesa e degli annessi.
L'antica campana, datata 1306, è custodita nella vicina chiesa di San Lorenzo alla Cappella.
Dalla scheda del Dizionario geografico fisico storico della Toscana di Emanuele Repetti, edito nel 1835, si apprende che: "La parrocchia di S.Lorenzo, ossia a Montecatini di Val di Serchio nel 1832 noverava 567 abitanti".

### Recupero
Nell'ottobre 2024 sono iniziati dei lavori di restauro della torre per permetterne la salita in quota.

## Feste
La Festa di Santa Maria Annunziata si celebra il 25 marzo che per molti secoli ha segnato il Capodanno civile di Lucca e di altre città Toscane come Pisa (Calendario pisano) e Firenze (Capodanno fiorentino): l'inizio dell'"Anno Domini" ("Anno ab Incarnatione Domini nostri Iesu Christi").
La sera del 14 agosto si accendevano i fuochi (baldorie) preludio alla festa di Santa Maria Assunta del giorno seguente che veniva celebrata con il canto del Vespro e la processione.
Particolarmente significativa è la festa  popolare organizzata in una domenica a metà giugno che riprende una vecchia tradizione del vicino paese di Torre, per cui il 17 giugno, in occasione della festa di San Gregorio Barbarigo (vescovo e cardinale veneto del XVII secolo), i ragazzi della parrocchia, al termine dell'anno scolastico e dell'anno catechistico, venivano accompagnati a Montecatino per una giornata di svago. 
Il 10 agosto si festeggia San Lorenzo patrono della Cappella nella vicina chiesa di San Lorenzo alla Cappella Alta.

## Chiesa
La chiesa di Santa Maria Annunziata è ipogea: il suo pavimento si trova a circa due metri al di sotto del portico con colonne dalla sezione circolare per cui per entrare in chiesa era necessario scendere per una scala (disegno di G.Matraia, 1860).